# Bestensee
Bestensee   er en by i Landkreis Dahme-Spreewald i delstaten Brandenburg i Tyskland. 

## Geografi
Bestensee ligger cirka 35 kilometer sydøst for Berlins bycentrum, og strækker sig fra Königs Wusterhausen i nord til Amt Schenkenländchen i syd. I øst grænser  Bestensee op til  Heidesee og mod vest til byen Mittenwalde. Kommunens område dækker et areal på 3.748 hektar.
I kommunens område er der  elleve søer med et samlet areal på cirka 540 hektar. Den højeste punkt i kommunen er Kahlkopf på omkring 77 meter over havets overflade, og ligger  på den østlige bred af Pätzer Hintersee.

## Inddeling
Kommunens område består af byen  af Bestensee og landsbyen Pätz.
Derudover er der bebyggelserne  Glunzbusch, Groß Besten, Hintersiedlung, Klein Besten og Vordersiedlung samt boligområderne Liepe, Marienhof og Neu Kamerun.

## Historie
Stedet og dets navn kan spores tilbage til den slaviske bebyggelse "Bestwin", der tolkes som "god ældre". 
Arkæologer fandt nogle håndsten og håndøkser fra stenalderen under udgravninger i lergraven i Pätz  i 1920'erne. Disse fund betragtes som bevis på, at regionen omkring Bestensee var beboet for over 9.000 år siden. En kindtand af en mammut blev også fundet. Eksperter formoder, at den afrundede form af landsbyens centrum i Klein Besten er en indikation af eksistensen af en slavisk borgmur, som siges at have eksisteret der for over 1.600 år siden. Ved udgravninger i 2005 og 2008 fandt de rester af huse, bopladsgrave samt afbrændinger og stolpehuller. Landsbyen Groß Besten blev bygget omkring 1280; Den eksisterende slaviske bosættelse Bestwin blev omdøbt til Klein Besten. I det 14. århundrede begyndte beboerne at bygge en landsbykirke, som blev indviet i 1375. Dette år markerer også den første dokumenterede omtale af Bestensee i Karl 4.s matrikel. På dette tidspunkt ejede en Sigfried von Slyven en stor ejendom i Groß Besten, som blev en senere udviklet  til  en herregård. Selvom ejerne boede i Teupitz Slot, kunne deres indflydelse også mærkes i Bestensee, og  beboerne  skulle betale skat til værtshusene for brugen af de større søer. En stubmølle, Rudolfsmühle, nordvest for Groß Besten, er også bevaret fra denne periode.